# De terugkeer van de kudde

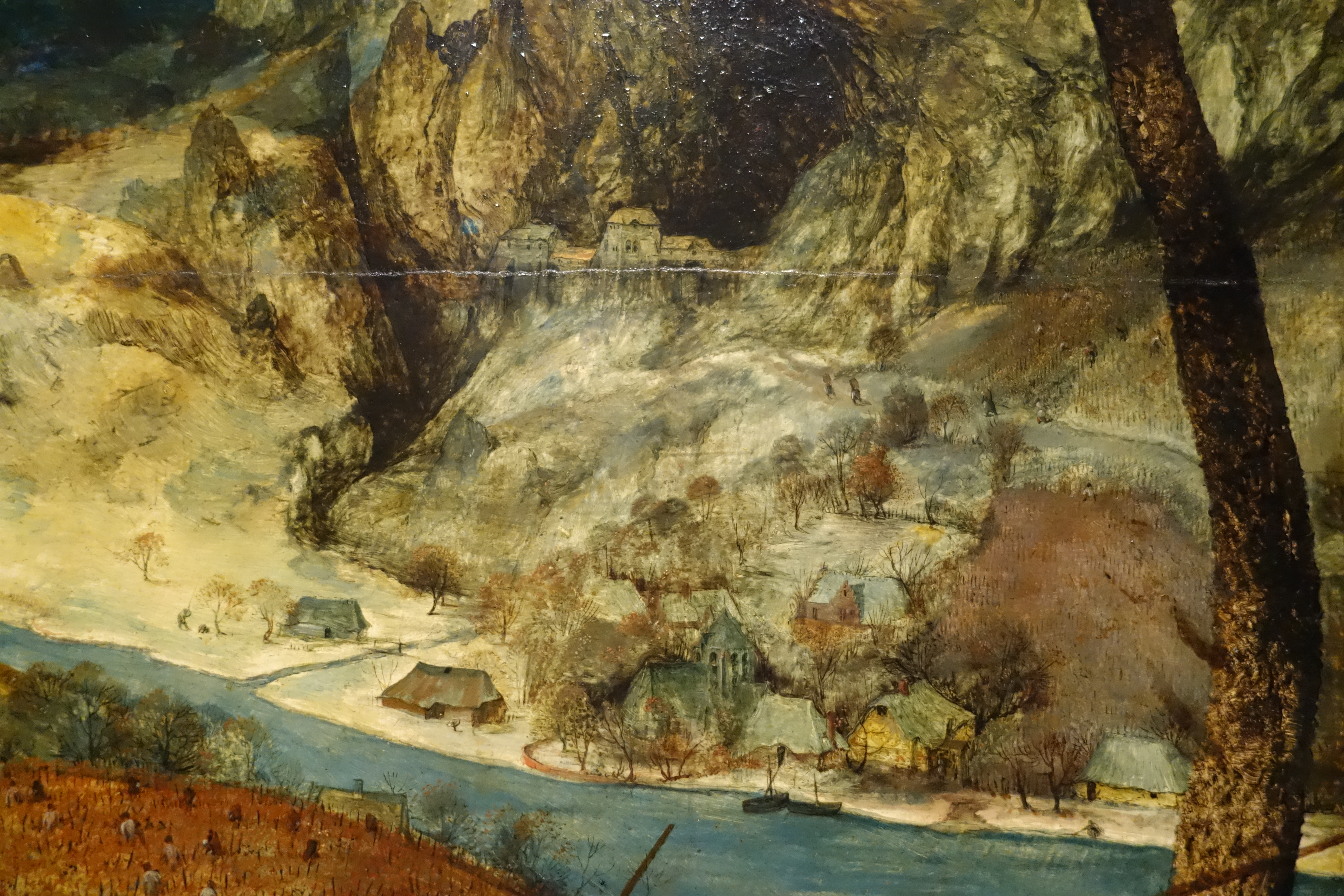
Het dorp en het klooster op de rechteroever, met linksonder nog wijnoogst

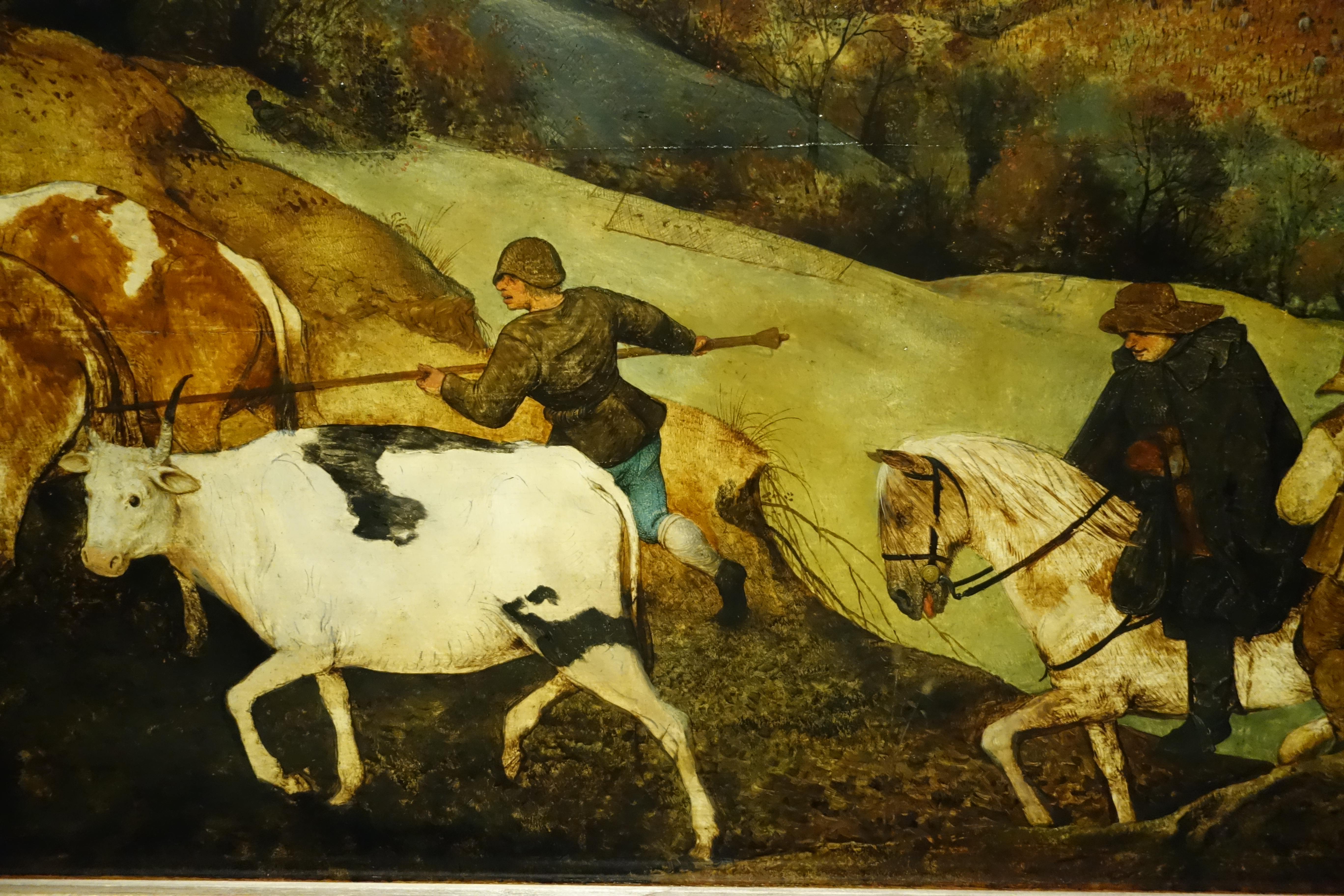
Een veedrijver en de man met de geklede mantel

De terugkeer van de kudde is een paneel dat Pieter Bruegel de Oudere schilderde in 1565 als het onderdeel oktober-november van zijn jaargetijdenreeks De twaalf maanden. Het werk, dat wordt gerekend tot de renaissance in de Nederlanden, behoort tot de collectie van het Kunsthistorisches Museum van Wenen. Linksonder zijn er sporen van de signatuur 'BRVEGE[L]'.

## Beschrijving
We zien een kudde koeien op de rug, langs een bosweg voortgedreven met lange staken door vijf mannen te voet en een ruiter op een gevlekt paard. Ook zijn mantel toont dat hij de eigenaar is. Hun gedrongen gestalten bevinden zich op een hoogte in de voorgrond. Door de kale bomen is reeds het dorp zichtbaar. Op het gras boven hun ruggen trekt een man uit alle macht een vogelval toe. In de buurt staan manshoge netten om groter wild te vangen. Op de hellingen zijn nog plukkers aan het werk in de wijngaarden. Ze hebben geen aandacht voor de galgenberg, waar een lijk bungelt en een van de raderen in gebruik is. 
Twee grote bladerloze bomen begrenzen het beeld aan de zijkanten. Het oog wordt getrokken naar de zonbeschenen rivier in het dal, die langs scherpe gebergten naar de blauwgroene vlakte voert. Een rotspartij weerspiegelt zich in het water. Op de rechteroever bevinden zich een dorp en een klooster. Achter de regenboog erboven naderen onweerswolken. Dit is een wisselvallig seizoen waarin het weer snel omslaat. Sommige bomen hebben nog herfstbladeren, met rauwe sienna als grondkleur. 

## Thematiek
Dit deel van de reeks heeft bijna geen iconografische wortels in de traditie van de kalenderminiaturen in de getijdenboeken. De gebruikelijke wijnoogst wordt naar het achterplan verschoven ten gunste van een thema dat Bruegel op zijn reis door de Alpen moet hebben bemerkt: het vee dat in het najaar wordt teruggeleid van de bergweiden. 

## Stijl
Het valt op dat dit paneel is geschilderd door een losse maar trefzekere hand. De koe wier blik visueel contact maakt met de kijker, heeft een witte vacht die grotendeels gemaakt is uit de doorschemerende grondlaag. Details als het verre dorp, de wijngaarden en de galgenberg zijn dan weer minutieus weergegeven. 